# Campions de dobles masculins del Torneig de Wimbledon
La competició de dobles masculins se celebra des de l'any 1884, set anys després de la seva creació, el 1877. A diferències dels campionats individuals, els campions no tenien tracte preferencial accedint a la final de la següent edició, sinó que el sistema de competició era el normal. Els vencedors dels dobles reben un copa de plata com a premi.

## Palmarès

### Era amateur

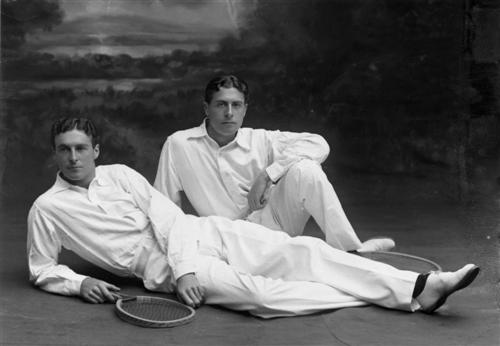
Els germans Lawrence i Reginald Doherty van guanyar vuit títols entre 1897 i 1906.

| Any  | Vencedors                                      | Finalistes                                     | Resultat                                       |
| ---- | ---------------------------------------------- | ---------------------------------------------- | ---------------------------------------------- |
| 1884 | Ernest Renshaw William Renshaw                 | Ernest Lewis Edward Williams                   | 6−3, 6−1, 1−6, 6−4                             |
| 1885 | Ernest Renshaw William Renshaw                 | Claude Farrer Arthur Stanley                   | 6−3, 6−3, 10−8                                 |
| 1886 | Ernest Renshaw William Renshaw                 | Claude Farrer Arthur Stanley                   | 6−3, 6−3, 4−6, 7−5                             |
| 1887 | Patrick Bowes-Lyon Herbert Wilberforce         | E. Barratt-Smith James Herbert Crispe          | 6−3, 6−3, 6−2                                  |
| 1888 | Ernest Renshaw William Renshaw                 | Patrick Bowes-Lyon Herbert Wilberforce         | 2−6, 1−6, 6−3, 6−4, 6−3                        |
| 1889 | Ernest Renshaw William Renshaw (5)             | George Hillyard Ernest Lewis                   | 6−4, 6−4, 3−6, 0−6, 6−1                        |
| 1890 | Joshua Pim Frank Stoker                        | George Hillyard Ernest Lewis                   | 6−0, 7−5, 6−4                                  |
| 1891 | Herbert Baddeley Wilfred Baddeley              | Joshua Pim Frank Stoker                        | 6−1, 6−3, 1−6, 6−2                             |
| 1892 | Harold Barlow Ernest Lewis                     | Herbert Baddeley Wilfred Baddeley              | 4−6, 6−2, 8−6, 6−4                             |
| 1893 | Joshua Pim Frank Stoker (2)                    | Harold Barlow Ernest Lewis                     | 4−6, 6−3, 6−1, 2−6, 6−0                        |
| 1894 | Herbert Baddeley Wilfred Baddeley              | Harold Barlow Charles Martin                   | 5−7, 7−5, 4−6, 6−3, 8−6                        |
| 1895 | Herbert Baddeley Wilfred Baddeley              | Ernest Lewis Herbert Wilberforce               | 8−6, 5−7, 6−4, 6−3                             |
| 1896 | Herbert Baddeley Wilfred Baddeley (4)          | Reginald Doherty Harold Nisbet                 | 1−6, 3−6, 6−4, 6−2, 6−1                        |
| 1897 | Lawrence Doherty Reginald Doherty              | Herbert Baddeley Wilfred Baddeley              | 6−4, 4−6, 8−6, 6−4                             |
| 1898 | Lawrence Doherty Reginald Doherty              | Clarence Hobart Harold Nisbet                  | 6−4, 6−4, 6−2                                  |
| 1899 | Lawrence Doherty Reginald Doherty              | Clarence Hobart Harold Nisbet                  | 7−5, 6−0, 6−2                                  |
| 1900 | Lawrence Doherty Reginald Doherty              | Harold Nisbet Herbert Roper-Barrett            | 9−7, 7−5, 4−6, 3−6, 6−3                        |
| 1901 | Lawrence Doherty Reginald Doherty              | Dwight F. Davis Holcombe Ward                  | 4−6, 6−2, 6−3, 9−7                             |
| 1902 | Frank Riseley Sidney Smith                     | Lawrence Doherty Reginald Doherty              | 4−6, 8−6, 6−3, 4−6, 11−9                       |
| 1903 | Lawrence Doherty Reginald Doherty              | Frank Riseley Sidney Smith                     | 6−4, 6−4, 6−4                                  |
| 1904 | Lawrence Doherty Reginald Doherty              | Frank Riseley Sidney Smith                     | 6−1, 6−2, 6−4                                  |
| 1905 | Lawrence Doherty Reginald Doherty (8)          | Frank Riseley Sidney Smith                     | 6−2, 6−4, 6−8, 6−3                             |
| 1906 | Frank Riseley Sidney Smith (2)                 | Lawrence Doherty Reginald Doherty              | 6−8, 6−4, 5−7, 6−3, 6−3                        |
| 1907 | Norman Brookes Anthony Wilding                 | Karl Behr Beals Wright                         | 6−4, 6−4, 6−2                                  |
| 1908 | Josiah George Ritchie Anthony Wilding          | Arthur Gore Herber Roper-Barrett               | 6−1, 6−2, 1−6, 9−7                             |
| 1909 | Arthur Gore Herbert Roper-Barrett              | Stanley Doust Harry Parker                     | 6−2, 6−1, 6−4                                  |
| 1910 | Josiah George Ritchie Anthony Wilding (2)      | Arthur Gore Herbert Roper-Barrett              | 6−1, 6−1, 6−2                                  |
| 1911 | Max Decugis André Gobert                       | Josiah George Ritchie Anthony Wilding          | 9−7, 5−7, 6−3, 2−6, 6−2                        |
| 1912 | Charles Dixon Herbert Roper-Barrett            | Max Decugis André Gobert                       | 3−6, 6−3, 6−4, 7−5                             |
| 1913 | Charles Dixon Herbert Roper-Barrett (2)        | Heinrich Kleinschroth Wilhelm Rahe             | 6−2, 6−4, 4−6, 6−2                             |
| 1914 | Norman Brookes Anthony Wilding (2)             | Charles Dixon Herbert Roper-Barrett            | 6−1, 6−1, 5−7, 8−6                             |
| 1915 | Sense competició per la Primera Guerra Mundial | Sense competició per la Primera Guerra Mundial | Sense competició per la Primera Guerra Mundial |
| 1916 | Sense competició per la Primera Guerra Mundial | Sense competició per la Primera Guerra Mundial | Sense competició per la Primera Guerra Mundial |
| 1917 | Sense competició per la Primera Guerra Mundial | Sense competició per la Primera Guerra Mundial | Sense competició per la Primera Guerra Mundial |
| 1918 | Sense competició per la Primera Guerra Mundial | Sense competició per la Primera Guerra Mundial | Sense competició per la Primera Guerra Mundial |
| 1919 | Pat O'Hara Wood Ron Thomas                     | Rodney Heath Randolph Lycett                   | 6−4, 6−2, 4−6, 6−2                             |
| 1920 | Chuck Garland Richard N. Williams              | Algemon Kingscote James Cecil Parke            | 4−6, 6−4, 7−5, 6−2                             |
| 1921 | Randolph Lycett Max Woosnam                    | Arthur Lowe Gordon Lowe                        | 6−3, 6−0, 7−5                                  |
| 1922 | James Anderson Randolph Lycett                 | Pat O'Hara-Wood Gerald Patterson               | 3−6, 7−9, 6−4, 6−3, 11−9                       |
| 1923 | Leslie Godfree Randolph Lycett                 | Eduard Flaquer Marqués de Gomar                | 6−3, 6−4, 3−6, 6−3                             |
| 1924 | Frank Hunter Vincent Richards                  | Watson Washburn Richard N. Williams            | 6−3, 3−6, 8−10, 8−6, 6−3                       |
| 1925 | Jean Borotra René Lacoste                      | Raimond Casey John Hennessey                   | 6−4, 11−9 4−6, 1−6, 6−3                        |
| 1926 | Jacques Brugnon Henri Cochet                   | Howard Kinsey Vincent Richards                 | 7−5, 4−6, 6−3, 6−2                             |
| 1927 | Frank Hunter Bill Tilden                       | Jacques Brugnon Henri Cochet                   | 1−6, 4−6, 8−6, 6−3, 6−4                        |
| 1928 | Jacques Brugnon Henri Cochet (2)               | John Hawkes Gerald Patterson                   | 13−11, 6−4, 6−4                                |
| 1929 | Wilmer Allison John Van Ryn                    | Ian Collins Colin Gregory                      | 6−4, 5−7, 6−3, 10−12, 6−4                      |
| 1930 | Wilmer Allison John Van Ryn (2)                | John Doeg George Lott                          | 6−3, 6−3, 6−2                                  |
| 1931 | George Lott John Van Ryn                       | Jacques Brugnon Henri Cochet                   | 6−2, 10−8, 9−11, 3−6, 6−3                      |
| 1932 | Jean Borotra Jacques Brugnon                   | Pat Hughes Fred Perry                          | 6−0, 4−6, 3−6, 7−5, 7−5                        |
| 1933 | Jean Borotra Jacques Brugnon (2)               | Ryosuki Nunoi Jiro Satoh                       | 4−6, 6−3, 6−3, 7−5                             |
| 1934 | George Lott Lester Stoefen                     | Jean Borotra Jacques Brugnon                   | 6−2, 6−3, 6−4                                  |
| 1935 | Jack Crawford Adrian Quist                     | Wilmer Allison John Van Ryn                    | 6−3, 5−7, 6−2, 5−7, 7−5                        |
| 1936 | Pat Hughes Raymond Tuckey                      | Charles Hare Frank Wilde                       | 6−4, 3−6, 7−9, 6−1, 6−4                        |
| 1937 | Donald Budge Gene Mako                         | Pat Hughes Raymond Tuckey                      | 6−0, 6−4, 6−8, 6−1                             |
| 1938 | Donald Budge Gene Mako (2)                     | Henner Henkel Georg von Metaxa                 | 6−4, 3−6, 6−3, 8−6                             |
| 1939 | Elwood Cooke Bobby Riggs                       | Charles Hare Frank Wilde                       | 6−3, 3−6, 6−3, 9−7                             |
| 1940 | Sense competició per la Segona Guerra Mundial  | Sense competició per la Segona Guerra Mundial  | Sense competició per la Segona Guerra Mundial  |
| 1941 | Sense competició per la Segona Guerra Mundial  | Sense competició per la Segona Guerra Mundial  | Sense competició per la Segona Guerra Mundial  |
| 1942 | Sense competició per la Segona Guerra Mundial  | Sense competició per la Segona Guerra Mundial  | Sense competició per la Segona Guerra Mundial  |
| 1943 | Sense competició per la Segona Guerra Mundial  | Sense competició per la Segona Guerra Mundial  | Sense competició per la Segona Guerra Mundial  |
| 1944 | Sense competició per la Segona Guerra Mundial  | Sense competició per la Segona Guerra Mundial  | Sense competició per la Segona Guerra Mundial  |
| 1945 | Sense competició per la Segona Guerra Mundial  | Sense competició per la Segona Guerra Mundial  | Sense competició per la Segona Guerra Mundial  |
| 1946 | Tom Brown Jack Kramer                          | Geoff Brown Dinny Pails                        | 6−4, 6−4, 6−2                                  |
| 1947 | Bob Falkenburg Jack Kramer                     | Tony Mottram Bill Sidwell                      | 8−6, 6−3, 6−3                                  |
| 1948 | John Bromwich Frank Sedgman                    | Tom Brown Gardnar Mulloy                       | 5−7, 7−5, 7−5, 9−7                             |
| 1949 | Pancho Gonzales Frank Parker                   | Gardnar Mulloy Ted Schroeder                   | 6−4, 6−4, 6−2                                  |
| 1950 | John Bromwich Adrian Quist                     | Geoff Brown Bill Sidwell                       | 7−5, 3−6, 6−3, 3−6, 6−2                        |
| 1951 | Ken McGregor Frank Sedgman                     | Jaroslav Drobný Eric Sturgess                  | 3−6, 6−2, 6−3, 3−6, 6−3                        |
| 1952 | Ken McGregor Frank Sedgman (2)                 | Vic Seixas Eric Sturgess                       | 6−3, 7−5, 6−4                                  |
| 1953 | Lew Hoad Ken Rosewall                          | Rex Hartwig Mervyn Rose                        | 6−4, 7−5, 4−6, 7−5                             |
| 1954 | Rex Hartwig Mervyn Rose                        | Vic Seixas Tony Trabert                        | 6−4, 6−4, 3−6, 6−4                             |
| 1955 | Rex Hartwig Mervyn Rose (2)                    | Neale Fraser Ken Rosewall                      | 7−5, 6−4, 6−3                                  |
| 1956 | Lew Hoad Ken Rosewall (2)                      | Nicola Pietrangeli Orlando Sirola              | 7−5, 6−2, 6−1                                  |
| 1957 | Gardnar Mulloy Budge Patty                     | Neale Fraser Lew Hoad                          | 8−10, 6−4, 6−4, 6−4                            |
| 1958 | Sven Davidson Ulf Schmidt                      | Ashley Cooper Neale Fraser                     | 6−4, 6−4, 8−6                                  |
| 1959 | Roy Emerson Neale Fraser                       | Rod Laver Bob Mark                             | 8−6, 6−3, 14−16, 9−7                           |
| 1960 | Rafael Osuna Dennis Ralston                    | Mike Davies Bobby Wilson                       | 7−5, 6−3, 10−8                                 |
| 1961 | Roy Emerson Neale Fraser (2)                   | Bob Hewitt Fred Stolle                         | 6−4, 6−8, 6−4, 6−8, 8−6                        |
| 1962 | Bob Hewitt Fred Stolle                         | Boro Jovanović Nikola Pilić                    | 6−2, 5−7, 6−2, 6−4                             |
| 1963 | Rafael Osuna Antonio Palafox                   | Jean-Claude Barclay Pierre Darmon              | 4−6, 6−2, 6−2, 6−2                             |
| 1964 | Bob Hewitt Fred Stolle (2)                     | Roy Emerson Ken Fletcher                       | 7−5, 11−9, 6−4                                 |
| 1965 | John Newcombe Tony Roche                       | Ken Fletcher Bob Hewitt                        | 7−5, 6−3, 6−4                                  |
| 1966 | Ken Fletcher John Newcombe                     | Bill Bowrey Owen Davidson                      | 6−3, 6−4, 3−6, 6−3                             |
| 1967 | Bob Hewitt Frew McMillan                       | Roy Emerson Ken Fletcher                       | 6−2, 6−3, 6−4                                  |

### Era Open
| Any  | Vencedors                                         | Finalistes                                        | Resultat                                          |
| ---- | ------------------------------------------------- | ------------------------------------------------- | ------------------------------------------------- |
| 1968 | John Newcombe Tony Roche                          | Ken Rosewall Fred Stolle                          | 3−6, 8−6, 5−7, 14−12, 6−3                         |
| 1969 | John Newcombe Tony Roche                          | Tom Okker Marty Riessen                           | 7−5, 11−9, 6−3                                    |
| 1970 | John Newcombe Tony Roche                          | Ken Rosewall Fred Stolle                          | 10−8, 6−3, 6−1                                    |
| 1971 | Roy Emerson Rod Laver                             | Arthur Ashe Dennis Ralston                        | 4−6, 9−7, 6−8, 6−4, 6−4                           |
| 1972 | Bob Hewitt Frew McMillan                          | Stan Smith Erik van Dillen                        | 6−2, 6−2, 9−7                                     |
| 1973 | Jimmy Connors Ilie Năstase                        | John Cooper Neale Fraser                          | 3−6, 6−3, 6−4, 8−9(3), 6−1                        |
| 1974 | John Newcombe Tony Roche (5)                      | Bob Lutz Stan Smith                               | 8−6, 6−4, 6−4                                     |
| 1975 | Vitas Gerulaitis Sandy Mayer                      | Colin Dowdeswell Allan Stone                      | 7−5, 8−6, 6−4                                     |
| 1976 | Brian Gottfried Raúl Ramírez                      | Ross Case Geoff Masters                           | 3−6, 6−3, 8−6, 2−6, 7−5                           |
| 1977 | Ross Case Geoff Masters                           | John Alexander Phil Dent                          | 6−3, 6−4, 3−6, 8−9(4), 6−4                        |
| 1978 | Bob Hewitt Frew McMillan (3)                      | Peter Fleming John McEnroe                        | 6−1, 6−4, 6−2                                     |
| 1979 | Peter Fleming John McEnroe                        | Brian Gottfried Raúl Ramírez                      | 4−6, 6−4, 6−2, 6−2                                |
| 1980 | Peter McNamara Paul McNamee                       | Bob Lutz Stan Smith                               | 7−6(5), 6−3, 6−7(4), 6−4                          |
| 1981 | Peter Fleming John McEnroe                        | Bob Lutz Stan Smith                               | 6−4, 6−4, 6−4                                     |
| 1982 | Peter McNamara Paul McNamee (2)                   | Peter Fleming John McEnroe                        | 6−3, 6−2                                          |
| 1983 | Peter Fleming John McEnroe                        | Tim Gullikson Tom Gullikson                       | 6−4, 6−3, 6−4                                     |
| 1984 | Peter Fleming John McEnroe (4)                    | Pat Cash Paul McNamee                             | 6−2, 5−7, 6−2, 3−6, 6−3                           |
| 1985 | Heinz Günthardt Balazs Taroczy                    | Pat Cash John Fitzgerald                          | 6−4, 6−3, 4−6, 6−3                                |
| 1986 | Joakim Nyström Mats Wilander                      | Gary Donnelly Peter Fleming                       | 7−6(4), 6−3, 6−3                                  |
| 1987 | Ken Flach Robert Seguso                           | Sergio Casal Emilio Sánchez Vicario               | 3−6, 6−7(6), 7−6(3), 6−1, 6−4                     |
| 1988 | Ken Flach Robert Seguso (2)                       | John Fitzgerald Anders Järryd                     | 6−4, 2−6, 6−4, 7−6(3)                             |
| 1989 | John Fitzgerald Anders Järryd                     | Rick Leach Jim Pugh                               | 3−6, 7−6(4), 6−4, 7−6(4)                          |
| 1990 | Rick Leach Jim Pugh                               | Pieter Aldrich Danie Visser                       | 7−6(5), 7−6(4), 7−6(5)                            |
| 1991 | John Fitzgerald Anders Järryd (2)                 | Javier Frana Leonardo Lavalle                     | 6−3, 6−4, 6−7(7), 6−1                             |
| 1992 | John McEnroe Michael Stich                        | Jim Grabb Richey Reneberg                         | 5−7, 7−6(5), 3−6, 7−6(5), 19−17                   |
| 1993 | Todd Woodbridge Mark Woodforde                    | Grant Connell Patrick Galbraith                   | 7−5, 6−3, 7−6(4)                                  |
| 1994 | Todd Woodbridge Mark Woodforde                    | Grant Connell Patrick Galbraith                   | 7−6(3), 6−3, 6−1                                  |
| 1995 | Todd Woodbridge Mark Woodforde                    | Rick Leach Scott Melville                         | 7−5, 7−6(8), 7−6(5)                               |
| 1996 | Todd Woodbridge Mark Woodforde                    | Byron Black Grant Connell                         | 4−6, 6−1, 6−3, 6−2                                |
| 1997 | Todd Woodbridge Mark Woodforde                    | Jacco Eltingh Paul Haarhuis                       | 7−6(4), 7−6(7), 5−7, 6−3                          |
| 1998 | Jacco Eltingh Paul Haarhuis                       | Todd Woodbridge Mark Woodforde                    | 2−6, 6−4, 7−6(3), 5−7, 10−8                       |
| 1999 | Mahesh Bhupathi Leander Paes                      | Paul Haarhuis Jared Palmer                        | 6−7(10), 6−3, 6−4, 7−6(4)                         |
| 2000 | Todd Woodbridge Mark Woodforde (6)                | Paul Haarhuis Sandon Stolle                       | 6−3, 6−4, 6−1                                     |
| 2001 | Donald Johnson Jared Palmer                       | Jiří Novák David Rikl                             | 6−4, 4−6, 6−3, 7−6(6)                             |
| 2002 | Jonas Björkman Todd Woodbridge                    | Mark Knowles Daniel Nestor                        | 6−1, 6−2, 6−7(7), 7−5                             |
| 2003 | Jonas Björkman Todd Woodbridge                    | Mahesh Bhupathi Maksim Mirni                      | 3−6, 6−3, 7−6(4), 6−3                             |
| 2004 | Jonas Björkman Todd Woodbridge (3)                | Julian Knowle Nenad Zimonjić                      | 6−1, 6−4, 4−6, 6−4                                |
| 2005 | Stephen Huss Wesley Moodie                        | Bob Bryan Mike Bryan                              | 7−6(4), 6−3, 6−7(2), 6−3                          |
| 2006 | Bob Bryan Mike Bryan                              | Fabrice Santoro Nenad Zimonjić                    | 6−3, 4−6, 6−4, 6−2                                |
| 2007 | Arnaud Clement Michaël Llodra                     | Bob Bryan Mike Bryan                              | 6−7(5), 6−3, 6−4, 6−4                             |
| 2008 | Daniel Nestor Nenad Zimonjić                      | Jonas Björkman Kevin Ullyett                      | 7−6(12), 6−7(3), 6−3, 6−3                         |
| 2009 | Daniel Nestor Nenad Zimonjić (2)                  | Bob Bryan Mike Bryan                              | 7−6(7), 6−7(3), 7−6(3), 6−3                       |
| 2010 | Jürgen Melzer Philipp Petzschner                  | Robert Lindstedt Horia Tecău                      | 6−1, 7−5, 7−5                                     |
| 2011 | Bob Bryan Mike Bryan                              | Robert Lindstedt Horia Tecău                      | 6−3, 6−4, 7−6(2)                                  |
| 2012 | Jonathan Marray Frederik Nielsen                  | Robert Lindstedt Horia Tecau                      | 4−6, 6−4, 7−6(5), 6−7(5), 6−3                     |
| 2013 | Bob Bryan Mike Bryan (3)                          | Ivan Dodig Marcelo Melo                           | 3−6, 6−3, 6−4, 6−4                                |
| 2014 | Vasek Pospisil Jack Sock                          | Bob Bryan Mike Bryan                              | 7−6(5), 6−7(3), 6−4, 3−6, 7−5                     |
| 2015 | Jean-Julien Rojer Horia Tecau                     | Jamie Murray John Peers                           | 7−6(5), 6−4, 6−4                                  |
| 2016 | Pierre-Hugues Herbert Nicolas Mahut               | Julien Benneteau Edouard Roger-Vasselin           | 6−4, 7−6(1), 6−3                                  |
| 2017 | Łukasz Kubot Marcelo Melo                         | Oliver Marach Mate Pavić                          | 5−7, 7−5, 7−6(2), 3−6, 13−11                      |
| 2018 | Mike Bryan Jack Sock                              | Raven Klaasen Michael Venus                       | 6−3, 6−7(7), 6−3, 5−7, 7−5                        |
| 2019 | Juan Sebastián Cabal Robert Farah                 | Nicolas Mahut Édouard Roger-Vasselin              | 6−7(5), 7−6(5), 7−6(6), 6−7(5), 6−3               |
| 2020 | Torneig suspès a causa de la pandèmia de COVID-19 | Torneig suspès a causa de la pandèmia de COVID-19 | Torneig suspès a causa de la pandèmia de COVID-19 |
| 2021 | Nikola Mektić Mate Pavić                          | Marcel Granollers Horacio Zeballos                | 6−4, 7−6(5), 2−6, 7−5                             |
| 2022 | Matthew Ebden Max Purcell                         | Nikola Mektić Mate Pavić                          | 7−6(5), 6−7(3), 4−6, 6−4, 7−6(2)                  |
| 2023 | Wesley Koolhof Neal Skupski                       | Marcel Granollers Horacio Zeballos                | 6−4, 6−4                                          |
| 2024 | Harri Heliövaara Henry Patten                     | Max Purcell Jordan Thompson                       | 6−7(7), 7−6(8), 7−6(9)                            |
| 2025 | Julian Cash Lloyd Glasspool                       | Rinky Hijikata David Pel                          | 6−2, 7−6(3)                                       |

## Estadístiques

### Campions múltiples (parelles)
| Tennistes en actiu |

| Tennistes                             | Era amateur | Era Open | Total | Anys                                           |
| ------------------------------------- | ----------- | -------- | ----- | ---------------------------------------------- |
| Lawrence Doherty Reginald Doherty     | 8           | 0        | 8     | 1897, 1898, 1899, 1900, 1901, 1903, 1904, 1905 |
| Todd Woodbridge Mark Woodforde        | 0           | 6        | 6     | 1993, 1994, 1995, 1996, 1997, 2000             |
| Ernest Renshaw William Renshaw        | 5           | 0        | 5     | 1884, 1885, 1886, 1888, 1889                   |
| John Newcombe Tony Roche              | 1           | 4        | 5     | 1965, 1968, 1969, 1970, 1974                   |
| Herbert Baddeley Wilfred Baddeley     | 4           | 0        | 4     | 1891, 1894, 1895, 1896                         |
| Peter Fleming John McEnroe            | 0           | 4        | 4     | 1979, 1981, 1983, 1984                         |
| Bob Hewitt Frew McMillan              | 1           | 2        | 3     | 1967, 1972, 1978                               |
| Jonas Björkman Todd Woodbridge        | 0           | 3        | 3     | 2002, 2003, 2004                               |
| Bob Bryan Mike Bryan                  | 0           | 3        | 3     | 2006, 2011, 2013                               |
| Joshua Pim Frank Stoker               | 2           | 0        | 2     | 1890, 1893                                     |
| Frank Riseley Sidney Smith            | 2           | 0        | 2     | 1902, 1906                                     |
| Josiah George Ritchie Anthony Wilding | 2           | 0        | 2     | 1908, 1910                                     |
| Charles Dixon Herbert Roper-Barrett   | 2           | 0        | 2     | 1912, 1913                                     |
| Norman Brookes Anthony Wilding        | 2           | 0        | 2     | 1907, 1914                                     |
| Jacques Brugnon Henri Cochet          | 2           | 0        | 2     | 1926, 1928                                     |
| Wilmer Allison John Van Ryn           | 2           | 0        | 2     | 1929, 1930                                     |
| Jean Borotra Jacques Brugnon          | 2           | 0        | 2     | 1932, 1933                                     |
| Donald Budge Gene Mako                | 2           | 0        | 2     | 1937, 1938                                     |
| Ken McGregor Frank Sedgman            | 2           | 0        | 2     | 1951, 1952                                     |
| Rex Hartwig Mervyn Rose               | 2           | 0        | 2     | 1954, 1955                                     |
| Lew Hoad Ken Rosewall                 | 2           | 0        | 2     | 1953, 1956                                     |
| Roy Emerson Neale Fraser              | 2           | 0        | 2     | 1959, 1961                                     |
| Bob Hewitt Fred Stolle                | 2           | 0        | 2     | 1962, 1964                                     |
| Peter McNamara Paul McNamee           | 0           | 2        | 2     | 1980, 1982                                     |
| Ken Flach Robert Seguso               | 0           | 2        | 2     | 1987, 1988                                     |
| John Fitzgerald Anders Järryd         | 0           | 2        | 2     | 1989, 1991                                     |
| Daniel Nestor Nenad Zimonjić          | 0           | 2        | 2     | 2008, 2009                                     |

### Campions múltiples (individual)
| Tennistes en actiu |

| Tennista              | Era Amateur | Era Open | Total | Anys                                                 |
| --------------------- | ----------- | -------- | ----- | ---------------------------------------------------- |
| Todd Woodbridge       | 0           | 9        | 9     | 1993, 1994, 1995, 1996, 1997, 2000, 2002, 2003, 2004 |
| Lawrence Doherty      | 8           | 0        | 8     | 1897, 1898, 1899, 1900, 1901, 1903, 1904, 1905       |
| Reginald Doherty      | 8           | 0        | 8     | 1897, 1898, 1899, 1900, 1901, 1903, 1904, 1905       |
| John Newcombe         | 2           | 4        | 6     | 1965, 1966, 1968, 1969, 1970, 1974                   |
| Mark Woodforde        | 0           | 6        | 6     | 1993, 1994, 1995, 1996, 1997, 2000                   |
| Ernest Renshaw        | 5           | 0        | 5     | 1884, 1885, 1886, 1888, 1889                         |
| William Renshaw       | 5           | 0        | 5     | 1884, 1885, 1886, 1888, 1889                         |
| Bob Hewitt            | 3           | 2        | 5     | 1962, 1964, 1967, 1972, 1978                         |
| Tony Roche            | 1           | 4        | 5     | 1965, 1968, 1969, 1970, 1974                         |
| John McEnroe          | 0           | 5        | 5     | 1979, 1981, 1983, 1984, 1992                         |
| Herbert Baddeley      | 4           | 0        | 4     | 1891, 1894, 1895, 1896                               |
| Wilfred Baddeley      | 4           | 0        | 4     | 1891, 1894, 1895, 1896                               |
| Anthony Wilding       | 4           | 0        | 4     | 1907, 1908, 1910, 1914                               |
| Jacques Brugnon       | 4           | 0        | 4     | 1926, 1928, 1932, 1933                               |
| Peter Fleming         | 0           | 4        | 4     | 1979, 1981, 1983, 1984                               |
| Mike Bryan            | 0           | 4        | 4     | 2006, 2011, 2013, 2018                               |
| Herbert Roper-Barrett | 3           | 0        | 3     | 1909, 1912, 1913                                     |
| Randolph Lycett       | 3           | 0        | 3     | 1921, 1922, 1923                                     |
| Jean Borotra          | 3           | 0        | 3     | 1925, 1932, 1933                                     |
| John Van Ryn          | 3           | 0        | 3     | 1929, 1930, 1931                                     |
| Frank Sedgman         | 3           | 0        | 3     | 1948, 1951, 1952                                     |
| Roy Emerson           | 2           | 1        | 3     | 1959, 1961, 1971                                     |
| Frew McMillan         | 1           | 2        | 3     | 1967, 1972, 1978                                     |
| Jonas Björkman        | 0           | 3        | 3     | 2002, 2003, 2004                                     |
| Bob Bryan             | 0           | 3        | 3     | 2006, 2011, 2013                                     |
| Joshua Pim            | 2           | 0        | 2     | 1890, 1893                                           |
| Frank Stoker          | 2           | 0        | 2     | 1890, 1893                                           |
| Frank Riseley         | 2           | 0        | 2     | 1902, 1906                                           |
| Sidney Smith          | 2           | 0        | 2     | 1902, 1906                                           |
| Norman Brookes        | 2           | 0        | 2     | 1907, 1914                                           |
| Josiah George Ritchie | 2           | 0        | 2     | 1908, 1910                                           |
| Charles Dixon         | 2           | 0        | 2     | 1912, 1913                                           |
| Frank Hunter          | 2           | 0        | 2     | 1924, 1927                                           |
| Henri Cochet          | 2           | 0        | 2     | 1926, 1928                                           |
| Wilmer Allison        | 2           | 0        | 2     | 1929, 1930                                           |
| George Lott           | 2           | 0        | 2     | 1931, 1934                                           |
| Adrian Quist          | 2           | 0        | 2     | 1935, 1950                                           |
| Donald Budge          | 2           | 0        | 2     | 1937, 1938                                           |
| Gene Mako             | 2           | 0        | 2     | 1937, 1938                                           |
| Jack Kramer           | 2           | 0        | 2     | 1946, 1947                                           |
| John Bromwich         | 2           | 0        | 2     | 1948, 1950                                           |
| Ken McGregor          | 2           | 0        | 2     | 1951, 1952                                           |
| Lew Hoad              | 2           | 0        | 2     | 1953, 1956                                           |
| Ken Rosewall          | 2           | 0        | 2     | 1953, 1956                                           |
| Rex Hartwig           | 2           | 0        | 2     | 1954, 1955                                           |
| Mervyn Rose           | 2           | 0        | 2     | 1954, 1955                                           |
| Neale Fraser          | 2           | 0        | 2     | 1959, 1961                                           |
| Rafael Osuna          | 2           | 0        | 2     | 1960, 1963                                           |
| Fred Stolle           | 2           | 0        | 2     | 1962, 1964                                           |
| Peter McNamara        | 0           | 2        | 2     | 1980, 1982                                           |
| Paul McNamee          | 0           | 2        | 2     | 1980, 1982                                           |
| Ken Flach             | 0           | 2        | 2     | 1987, 1988                                           |
| Robert Seguso         | 0           | 2        | 2     | 1987, 1988                                           |
| John Fitzgerald       | 0           | 2        | 2     | 1989, 1991                                           |
| Anders Järryd         | 0           | 2        | 2     | 1989, 1991                                           |
| Daniel Nestor         | 0           | 2        | 2     | 2008, 2009                                           |
| Nenad Zimonjić        | 0           | 2        | 2     | 2008, 2009                                           |
| Jack Sock             | 0           | 2        | 2     | 2014, 2018                                           |